# Dubňany
Dubňany (en allemand : Dubnian) est une ville du district de Hodonín, dans la région de Moravie-du-Sud, en République tchèque. Sa population s'élevait à 6 234 habitants en 2024.

## Géographie
Dubňany se trouve à 8 km au nord-nord-ouest de Hodonín, à 47 km au sud-est de Brno et à 232 km à l'est-sud-est de Prague.
La commune est limitée par Svatobořice-Mistřín au nord, par Milotice au nord-est, par Ratíškovice à l'est, par Hodonín au sud, et par Mutěnice et Hovorany à l'ouest.

## Histoire
La première mention écrite de la localité date de 1222.

## Transports
Par la route, Dubňany se trouve à 8,3 km du centre de Hodonín, à 56 km de Brno et à 261 km de Prague.